# Ellen Tels
Ellen Tels   (Moscou, 15 de juliol de 1880 - París, 29 de febrer de 1944) ballarina i professora, la més talentosa seguidora d'Isadora Duncan a Rússia. Nascuda Bartels, va agafar el pseudònim d'Ellen Tels per a les seves interpretacions.

## Biografia
Infància. Els pares.

Ella (Elena) Ivanovna Knipper-Rabenek va néixer a Moscou el 15 de juliol de 1880 [1] en la família d'Ivan Ivanovich Bartels, registrat el 1874 com a comerciant del 2n gremi, ciutadà prussià. I. I. Bartels era propietària de dues pastisseries i pastisseries a Moscou. A la porta Nikitsky, a la cantonada, a casa de Rantsev, hi havia el famós forn Bartels. Els pares d'EI Rabenek: pare (Johann Bartels) i mare (Elfrilde Bartels) van morir el 1909. El monument a la seva tomba ha sobreviscut fins al dia d'avui al cementiri de Vvedenskoye a Moscou.

## Matrimoni. Una família
El primer marit d'Ella Ivanovna, Vladimir Leonardovich Knipper, germà de l'actriu del Teatre d'Art Olga Leonardovna Knipper-Chekhova (Olga Knípper), era advocat, llavors cantant, director i artista del Teatre Bolxoi, actuant sota el nom de Nardov. Les noces van tenir lloc el desembre de 1902.
I el 1904 a Badenweiler, va conèixer i va tractar Anton Txékhov, llavors Ella Ivanovna va conèixer un estudiant de Moscou Artemy Lvovich Rabenek, que més tard es va convertir en el seu segon marit. Artemy Lvovich, juntament amb el seu germà, estudiant de medicina Lev Lvovich, van ajudar a Olga Leonardovna a tenir cura del seu espòs malalt Anton Txékhov.

## Estudis
Per primera vegada, Ella Ivanovna va veure l'actuació d'Isadora Duncan a Sant Petersburg l'11 de febrer de 1905. Fascinada per les iniciatives innovadores de Duncan, va a estudiar a Alemanya, on la germana d'Isadora, Elizabeth, tenia una escola. Konstantin Sergeevich Stanislavsky, que apreciava molt l'art de Duncan, li va oferir ensenyar moviment plàstic als actors del Teatre d'Art de Moscou, però, convençut que Duncan no tenia intencions serioses de dedicar-se durant un llarg període d'ensenyament, va convidar EI Rabenek, que va treballar al Teatre d'Art de 1908 a 1911.
El 1910, Ella Ivanovna va obrir les "classes plàstiques de Moscou", que es trobaven al carrer Myasnitskaya, a la intersecció del carril Maly Kharitonevsky amb el carril Chudovsky (actual carrer Ogorodnaya Sloboda), la casa de Stakheev, al pati. L'escola d'E. I. Rabenek va obrir-se a l’hivern de 1910 i a l’abril de 1911 ja va anar de gira a Londres.
L'escola Rabeneck va realitzar nombroses gires per Europa. El 1911 a Londres i París, el 1912 - a Múnic, Berlín, Nuremberg, Budapest. Per a les seves gires a l'estranger, Rabeneck va prendre el pseudònim d'Ellen Tels (abreviatura de Bartels), ja que els pares del seu segon marit estaven en contra del nom dels fabricants de Rabeneck que adornaven els cartells dels salons musicals. Des de 1912, la gira de Rabeneck es va anomenar "Ellen Tels - Tanz Idyllen".
El 1919, va organitzar una gira per la companyia a través de les ciutats del Volga i des d'allí, juntament amb els seus estudiants, va emigrar a Viena, on el 1920 va obrir una escola i va actuar amb concerts.
El 1927, E. I. Rabenek va arribar a París des de Viena. Aquí també va crear el ja molt famós Natural Movement Studio a la zona de Passy, que va funcionar amb èxit fins a la mort del seu fundador.
Rabenek va ensenyar a Lyudmila Alekseeva, N. Belisheva, V. Voskresenskaya, E. Gorlova, M. Ivakina, N. Kastalskaya, T. Savinskaya, E. Muratova (estimat poeta Vladislav Khodasevich). Alguns d'ells es van fer més tard famosos com a intèrprets i professors.
Vsévolod Meierhold i Maksimilian Voloixin van mostrar un interès considerable per l'obra d'Ella Rabenek. Ella Ivanovna coneixia personalment Voloixin, que va dedicar diversos articles al seu estudi, va atresorar la seva actitud envers el seu negoci i va correspondre amb ell.

Maximilian Voloixin va escriure sobre el ball de Rabeneck, comparant el seu mètode amb el d’Isadora Duncan i traçant la continuïtat amb François Delsarte i altres contemporanis famosos:
| « | <La mateixa EI Rabenek va ser alumna d'Elizabeth Duncan, però en el seu mètode d'ensenyament segueix el sistema plàstic de François Delsarte. Per tant, la seva successió passa per Delsarte, Louis Fuller i les germanes Duncan... A més d'un rar talent pedagògic, EI Rabenek té un enorme talent artístic de composició. Com a creador de danses en grup, EI Rabenek ja no és estudiant i continuador de Duncan, sinó un artista completament independent que va crear el seu propi art.- M. Voloshin "Cultura de la dansa" Ni les danses d’Isadora Duncan, ni les danses dels estudiants de l'EI Rabenek són "il·lustracions" de música. Una il·lustració sol fer referència a una imatge explicativa. Per descomptat, aquests balls no poden explicar res de la música que els acompanya; i la música clàssica no necessita explicacions plàstiques. Però entre la música i la plàstica hi ha una connexió més profunda: tots dos sorgeixen del mateix sentit del ritme, inherent a les profunditats mateixes del cos humà.> | » |

## Darrers anys de vida
Ella Ivanovna Rabenek va morir el 29 de febrer de 1944. Va ser enterrada al cementiri Pere Lachaise de París, a Columbarium, al mateix lloc que Isadora Duncan, però el 4 de març de 1966 les seves cendres van ser transportades a Niça junt amb les cendres del seu marit, que va morir el 26 de febrer de 1966. Juntament amb les cendres d'E. I. Rabenek, es va transportar una placa commemorativa de vidre des del columbari, els fragments de la qual, al llarg dels anys de la seva vida, es van trobar en una tomba al terra al cementiri de Cocade a Niça.